# Aeroporto de Tamboril
O Aeroporto de Tamboril ( ICAO: SNTL) está localizado no município de Tamboril, Ceará. 
Suas coordenadas são as seguintes: 04°51'01.00"S de latitude e 40°21'02.00"W de longitude. Possui uma pista de 1000m de asfalto.